# Mycale beatrizae
Espèce
Mycale beatrizae est une espèce d'éponges de la famille des Mycalidae.

## Distribution
L'espèce est décrite des côtes brésiliennes, dans l'océan Atlantique.

## Taxinomie
L'espèce Mycale beatrizae est décrite en 1994 par Eduardo Hajdu et Ruth Desqueyroux-Faúndez.